# Teplizumab
Teplizumab ou PRV-031 (anciennement dénommé MGA031 ou hOKT3γ1(ala-ala)) est un anticorps monoclonal anti-CD3 humanisé qui est en cours d'évaluation par la compagnie biopharmaceutique Provention Bio pour le traitement ou la prévention du diabete de type 1 (DID). Il s'agit d'une maladie auto-immune chronique conduisant à la destruction des cellules bêta qui produisent l'insuline. Le Teplizumab a aussi été évalué pour le traitement du rejet rénal allogénique, pour le traitement d'induction des receveurs de greffe pancréatique, et pour le rhumatisme psoriasique.
La région de fragment cristallisable (Fc) de l’anticorps a été conçue pour avoir un récepteur Fc qui ne se lie pas. Les mécanismes d'action du teplizumab semblent impliquer une activité faiblement agoniste sur les signaux émis via le complexe du récepteur CD3 des lymphocytes T, associée au développement de l'anergie, du manque de réactivité et/ou de l'apoptose notamment des lymphocytes Teff (effecteurs) activés mais non désirés. De plus, des cytokines régulatrices sont libérées et les lymphocytes T régulateurs se répandent, ce qui peut conduire au rétablissement de la tolérance immunitaire,.
Cet anticorps a été utilisé dans des essais cliniques visant à protéger les cellules β restantes chez des patients chez qui on a récemment diagnostiqué un diabète de type 1. Des agents immunomodulateurs, tels que des anticorps anti-CD3, peuvent rétablir un contrôle glycémique normal s'ils sont administrés à des stades suffisamment précoces de la maladie, lorsqu'il subsiste encore des cellules bêta.
Le teplizumab a d'abord été développé l'Université de Columbia, puis par MacroGenics Inc.,  avec notamment une collaboration d'Eli Lilly & Co pour la réalisation du premier essai clinique de phase III sur le diabète de type 1 précoce.
Provention Bio a annoncé son intention de reprendre le développement de la phase III pour le diabète insulino-dépendantaprès l'échec des essais de phase III menés par MacroGenics qui n’ont pas atteint leur principal objectif, tout en révélant des signaux d'efficacité concernant le peptide C chez tous les patients ou vis-à-vis d'autres objectifs dans des sous-populations.
En 2019, une étude clinique portant sur une population à fort risque de développer le diabète insulino-dépendant, a montré qu'une cure de 14 jours de teplizumab a permis de repousser de deux ans (en temps médian) le diagnostic de la maladie.